# Horațiu Pungea
Horațiu Eugen Pungea (n. 18 februarie 1986, Luduș, România) este un jucător de rugby în XV profesionist român. Evoluează ca pilier drept la clubul francez de Top 14 Oyonnax Rugby.

## Carieră
A început să practice sportul de performanță în 2002 cu skanderbeg-ul (sau „brațul de fier”). În 2006 s-a apucat de rugby la CS Universitatea Cluj, apoi la CS Dinamo București. În 2011 s-a legitimat la RCM Timișoara, cu care a fost campion al României în 2012 și 2013, înainte de a pleca la clubul galez Llanelli Scarlet în Pro12, primul eșalon valoric din Țara Galilor, Irlanda și Scoția. În 2014 s-a angajat ca joker medical la clubul francez de Top 14 Lyon OU, unde a jucat 11 meciuri, inclusiv patru ca titular. După ce Lyon a retrogradat în Pro D2 la sfârșitul sezonului 2014-2015, le-a urmat pe antrenorul Olivier Azam la Oyonnax Rugby, un alt club de Top 14, unde evoluează și „stejarul” Valentin Ursache.
Și-a făcut debutul la echipa națională a României într-un meci prietenos împotriva Japoniei în 2012. A fost selecționat pentru prima dată la Cupa Mondială de Rugby pentru ediția din 2015.

## Legături externe
- en  Statistice internaționale pe ESPN Scrum
- fr  Prezentare Arhivat în 23 iulie 2015, la Wayback Machine. la clubul Oyonnax Rugby
- fr  Statistice de club pe It's Rugby